# Siepraw (gmina)
Siepraw – gmina wiejska w województwie małopolskim, w powiecie myślenickim, na Pogórzu Wielickim w zlewni rzek Raby i Skawinki. Gmina położona jest częściowo nad Zalewem Dobczyckim. W latach 1975–1998 gmina położona była w województwie krakowskim.
Siedziba gminy to Siepraw. Według danych z 31 grudnia 2014 gminę zamieszkiwało 8566 osób. W jej skład wchodzą 4 wioski: Czechówka, Łyczanka, Siepraw, Zakliczyn. Siepraw to miejsce narodzin Błogosławionej Anieli Salawy. Znajdują się tu trzy kościoły, w tym jeden drewniany pw. św. Marcina.

## Struktura powierzchni
Według danych z roku 2002 gmina Siepraw ma obszar 31,92 km², w tym:
- użytki rolne: 69%
- użytki leśne: 13%.

Gmina stanowi 4,74% powierzchni powiatu.

## Demografia

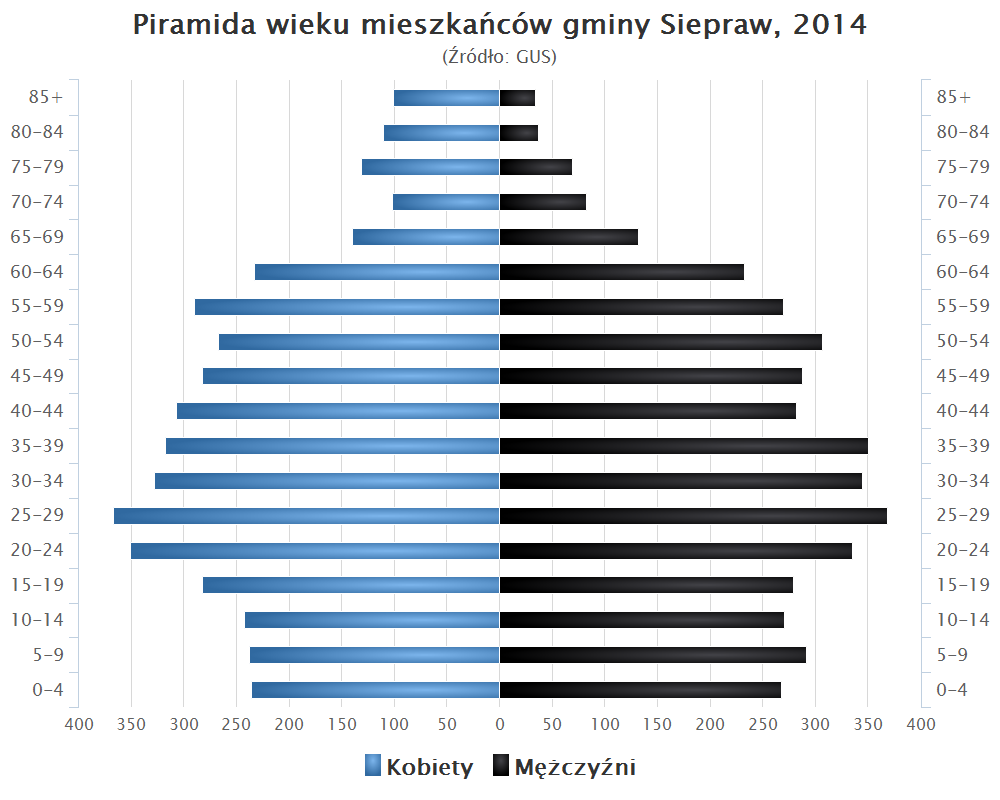
Piramida wieku mieszkańców gminy Siepraw w 2014 roku

Dane z 30 czerwca 2004:
| Opis                              | Ogółem | Ogółem | Kobiety | Kobiety | Mężczyźni | Mężczyźni |
| --------------------------------- | ------ | ------ | ------- | ------- | --------- | --------- |
| jednostka                         | osób   | %      | osób    | %       | osób      | %         |
| populacja                         | 7672   | 100    | 3908    | 50,9    | 3764      | 49,1      |
| gęstość zaludnienia (mieszk./km²) | 240,4  | 240,4  | 122,4   | 122,4   | 117,9     | 117,9     |

## Sołectwa
Czechówka, Łyczanka, Siepraw (sołectwa:Siepraw I, Siepraw II i Siepraw III), Zakliczyn.

## Pozostałe miejscowości
Przysiółki Sieprawia: Brzeg, Grabie, Granice, Kawęciny, Leńcze, Łany, Łysa Góra Druga, Łysa Góra Pierwsza, Madejki, Pasternik, Psiara, Wieś Druga, Wieś Pierwsza, Wiśnicz, Zagórze, Załyczanka, Zarusinki.

## Sąsiednie gminy
Dobczyce, Mogilany, Myślenice, Świątniki Górne, Wieliczka

## Miasta partnerskie
- W 2007 roku gmina Siepraw nawiązała partnerską współpracę z gminą Spiŝský Štvrtok na Słowacji[3].